# انتخابات ریاست‌جمهوری چک (۲۰۱۸)
انتخابات ریاست‌جمهوری چک در تاریخ ۱۲ و ۱۳ ژانویه ۲۰۱۸ برابر با روزهای ۲۲ و ۲۳ دی ۱۳۹۶ در جمهوری چک برگزار شد. در این دور هیچ‌کدام از نامزدها نتوانستند اکثریت آرا را به دست آوردند، از این رو انتخابات دور دوم در روزهای ۲۶ و ۲۷ ژانویه ۲۰۱۸ بین دو ییزی دراهوش و میلوش زمان که بیشترین آرا را کسب کرده بودند برگزار شد.
در دور نخست احراز صلاحیت نامزدها با گردآوری ۵۰٬۰۰۰ امضا از مردم یا ۱۰ امضا از سناتورها یا ۲۰ امضا از نمایندگان مجلس محرز می‌شد. میلوش زمان رئیس‌جمهور وقت نیز در این انتخابات برای بار دوم (دفعه آخر) شرکت کرد. وی توانست ۳۸٫۵۷٪ آرا را به دست آورد. پس از او ییزی دراهوش رئیس سابق فرهنگستان علوم چک قرار گرفت که ۲۶٫۶۰٪ از آرا را نصیب خود کرد.
میلوش زمان در دور دوم توانست با اختلاف کمی دراهوش را شکست داده و برای بار دوم رئیس‌جمهور چک شود. مشارکت در این انتخابات ۶۶٫۶۰٪ بود که بیشترین آمار مشارکت پس از انتخابات پارلمانی در ۱۹۹۸ به‌شمار می‌رود.
دیگر نامزدهایی که در دور اول حضور داشتند عبارت بودند از: میخال هوراچک، میرک توپولانک، وراتیسلاف کولهانک، ییزی هینک، پاول فیشر، مارک هیلشر و پتر هنیگ.